# ナカヤマアキラ
ナカヤマアキラ（本名：中山 明、1971年1月16日 - ）は、日本のギタリスト。Plastic Treeのギタリスト、COALTAR OF THE DEEPERSのサポートギター。また、自身のユニット[Date You]ではギターボーカルとしても活動している。北海道釧路市出身。旧名義はAkira。

## 略歴
1994年3月、サポートをしていたヴィジュアル系バンドPlastic Treeにギタリストとして正式加入。2002年頃からPlastic Tree内で作曲をする事が増え、2003年に初の作詞・作曲となる「lilac」（シングル「水色ガールフレンド」収録）を発表後、詞・曲の両方で楽曲作りに参加している。
2020年11月、AKIRA NAKAYAMA名義でソロ活動をスタートすることを発表した。この発表と同時に、ソロ初のワンマンライブを自身の誕生日に開催することも決定。ライブは＜Jester : Fractured after chasing a sheep＞と題して、2021年1月16日に東京・渋谷WOMBで昼夜2公演が行われた。

## 音楽性
ライブ、ミュージック・ビデオごとに様々なギターを使用している。最愛のギターはWashburnのN4。エフェクター等の機材にもこだわりが強く、Roland music naviのインタビューや、ZOOM等の機材メーカーサイトで語っている。
COALTAR OF THE DEEPERSに影響を受けたサウンドを用い、『トロイメライ』から作曲において多作になる。当該時期は、「Plastic treeをdeepersにするな」との批判の声もあったという（『忘却モノローグ』でのインタビューより）。また、主にナカヤマ作曲楽曲には、deepersのNARASAKIが何らかの形でクレジットされているものも多い。

## 人物
身長170cm。血液型はA型。ヘビースモーカーであり、腕に有刺鉄線、胸に鬼、背中に鳳凰など、全身にいくつも刺青を入れている。コーヒー牛乳、シュークリーム等、甘いものが好物。小食であり、ヤマザキのコッペパンといちごオレで十分としている。回転寿司も数皿しか食べない。サポートやユニット以外での交友関係の代表としてムックのミヤがあげられる。ギターを借りたり、お互いのギターを並べ写真を撮ったり等している。仕事ではMacを愛用。
好んで聴いている音楽にフランク・ザッパ、オジー・オズボーン、キング・クリムゾン、XTC等が上げられる。

## ソロ活動時のサポートメンバー
- 西 司（Jake stone garage） - ベース
- 大野宏二朗（リアクション ザ ブッタ） - ドラム
- 石井悠也 - ドラム
- 神林祥太（PLASTICZOOMS（サポート）） - ドラム
- 佐藤ケンケン（Plastic Tree） - ドラム

## ディスコグラフィー

### シングル
- Now. we will go again  / 2021年

4月18日発売。配信限定。
- That’s a shame  / 2021年

4月18日発売。配信限定。

### アルバム
- Jester Fracture  / 2021年

2月24日発売。全14曲のフルアルバムCDに加え、2021年1月16日開催の初ソロライブ「Jester：Fractured after chasing a sheep」のLIVE映像・写真を使用したMVやブックレットが収録される。ファンクラブ限定盤には2021年1月16日に開催されたワンマンライブ「Jester：Fractured after chasing a sheep」のLIVE音源CD(全11曲) が付属した。全14曲のうち5曲がミニアルバム『Jester Fracture EP』として2021年1月9日に先行配信された。
- paradise parasite paranoia  / 2022年

7月6日発売。2021年に配信リリースされた「now.we will go again」、「that's a shame」を含む全12曲を収録。ファンクラブ限定盤には2022年1月15日に開催されたワンマンライブ「Paradise:Parasite vs Paranoia」LIVE DVDが付属した。アルバムリリースに先駆け「skunk bomb」、「mighty mouse」が2022年6月10日より先行配信された。
- cricket chaos  / 2023年

3月1日発売。ライブ音源2曲を含む全12曲を収録。ファンクラブ限定盤には2023年1月29日に開催されたワンマンライブ「cricket chaos」LIVE DVDが付属した。アルバムリリースに先駆け一部の楽曲が2022年12月30日から先行配信された。
- [Icarus] / 2024年[5]

2月21日発売。全8曲を収録。ファンクラブ限定版には2023年8月19日(土)に開催されたワンマンライブ「anew cricket chaos」LIVE DVDが付属した。CDリリースに先駆け2024年1月13日から先行配信された。
- Jester : Strikes Back / 2025年

4月4日発売。全7曲を収録。ファンクラブ限定版には2025年1月16日(木)に開催されたワンマンライブ「in Chelsea : 01162025」LIVE音源CD(全6曲)が付属した。CDリリースに先駆け2025年1月14日から先行配信された。

## 出演ライブ・イベント

### ワンマンライブ
| 年   | 日程    | 公演名                                   | 会場                   | 備考                                          |
| ---- | ------- | ---------------------------------------- | ---------------------- | --------------------------------------------- |
| 2021 | 1月16日 | Jester : Fractured after chasing a sheep | 東京 WOMB              | 昼の部/夜の部 計2公演(有観客＋配信)           |
| 2021 | 4月18日 | Jester : sheep are pretty big            | 神奈川 川崎CLUB CITTA' | 昼の部/夜の部 計2公演(有観客＋配信)           |
| 2022 | 1月15日 | Paradise : Parasite vs Paranoia          | 東京 Zepp DiverCity    | 有観客＋配信                                  |
| 2022 | 7月8日  | AKIRA NAKAYAMA P3:actⅡ                   | 東京 代官山UNIT        |                                               |
| 2023 | 1月29日 | cricket chaos                            | 東京 GRIT at Shibuya   | 昼の部/夜の部 計2公演(夜の部のみ有観客＋配信) |
| 2023 | 8月19日 | anew cricket chaos                       | 東京 GRIT at Shibuya   | 有観客＋配信                                  |
| 2024 | 1月16日 | Jester : in Chelsea                      | 東京 渋谷CHELSEA HOTEL | 昼の部/夜の部 計2公演                         |
| 2025 | 1月16日 | in Chelsea : 01162025                    | 東京 渋谷CHELSEA HOTEL | 昼の部/夜の部 計2公演                         |
| 2025 | 4月4日  | jeStar Lounge : 04042025                 | 東京 渋谷Star lounge   |                                               |

### イベント
| 年   | 日程    | イベント名               | 会場       | 備考                                  |
| ---- | ------- | ------------------------ | ---------- | ------------------------------------- |
| 2021 | 6月19日 | テクノイド-松果体覚醒。- | 配信ライブ | ADAPTER。(主催)、GOATBEDとの3MAN LIVE |